# Wikariat Grottolella
Wikariat Grottolella – jeden z 6 wikariatów rzymskokatolickiej diecezji Avellino we Włoszech. 
Według stanu na wrzesień 2017 w skład wikariatu Grottolella wchodziło 16 parafii rzymskokatolickich. 

## Lista parafii
Źródło:
| Lp. | Miejscowość               | Parafia                                        | Grafika | Kościół                                                       | Adres                       | Proboszcz                |
| --- | ------------------------- | ---------------------------------------------- | ------- | ------------------------------------------------------------- | --------------------------- | ------------------------ |
| 1   | Summonte                  | Parafia Najświętszej Maryi Panny Zasmuconej    |         | Kościół Najświętszej Maryi Panny Zasmuconej w Summonte        |                             |                          |
| 2   | Pratola Serra             | Parafia Najświętszej Maryi Panny Zasmuconej    |         | Kościół Najświętszej Maryi Panny Zasmuconej w Pratola Serra   | Via Roma, 1                 | Sac. Fabio Mauriello     |
| 3   | Grottolella               | Parafia św. Idziego                            |         | Kościół św. Idziego w Grottolella                             | Via Antonio Di Pietro       |                          |
| 4   | Serra di Pratola Serra    | Parafia św. Audeno                             |         | Kościół św. Audeno w Serra di Pratola Serra                   | Fraz. Serra di Pratola      | Sac. Mario Cella         |
| 5   | San Felice di Capriglia   | Parafia św. Feliksa z Cantalice                |         | Kościół św. Feliksa z Cantalice w San Felice di Capriglia     | S. Felice di Capriglia (AV) | Sac. Felice Spiniello    |
| 6   | Prata di Principato Ultra | Parafia św. Jakuba Apostoła                    |         | Kościół św. Jakuba Apostoła w Prata di Principato Ultra       | Prata P.U. (AV)             |                          |
| 7   | Sant’Angelo a Scala       | Parafia św. Jakuba Apostoła                    |         | Kościół św. Jakuba Apostoła w Sant’Angelo a Scala             | P.zza S. Giacomo 2          |                          |
| 8   | Montefredane              | Parafia św. Łucji, dziewicy i męczennicy       |         | Kościół św. Łucji w Montefredane                              | Montefredane (AV)           | Mons. Errico Spiniello   |
| 9   | Montefredane              | Parafia Najświętszej Maryi Panny z góry Karmel |         | Kościół Najświętszej Maryi Panny z góry Karmel w Montefredane | Piazza Municipio            | Sac. Antonio Dente J.    |
| 10  | Capriglia Irpina          | Parafia św. Mikołaja z Bari                    |         | Kościół św. Mikołaja z Bari w Capriglia Irpina                | Piazza S. Nicola            |                          |
| 11  | Summonte                  | Parafia św. Mikołaja z Bari                    |         | Kościół św. Mikołaja z Bari w Summonte                        | Via Borgo Nuovo 58          | Sac. Pietro Codori       |
| 12  | Ospedaletto d’Alpinolo    | Parafia św. Filipa i św. Jakuba                |         | Kościół św. Filipa i św. Jakuba w Ospedaletto d’Alpinolo      | P.zza Umberto I             | Mons. Vittorio Guerrillo |
| 13  | Mercogliano               | Parafia św. Mikołaja z Bari                    |         | Kościół św. Mikołaja z Bari w Mercogliano                     | Via S. Nicola               | Sac. Modestino Limone    |
| 14  | Avellino                  | Parafia Najświętszego Odkupiciela              |         | Kościół Najświętszego Odkupiciela w Avellino                  | Avellino fraz.Picarelli     | Mons. Antonio Dente S.   |